# Fulvio Giulio della Corgna

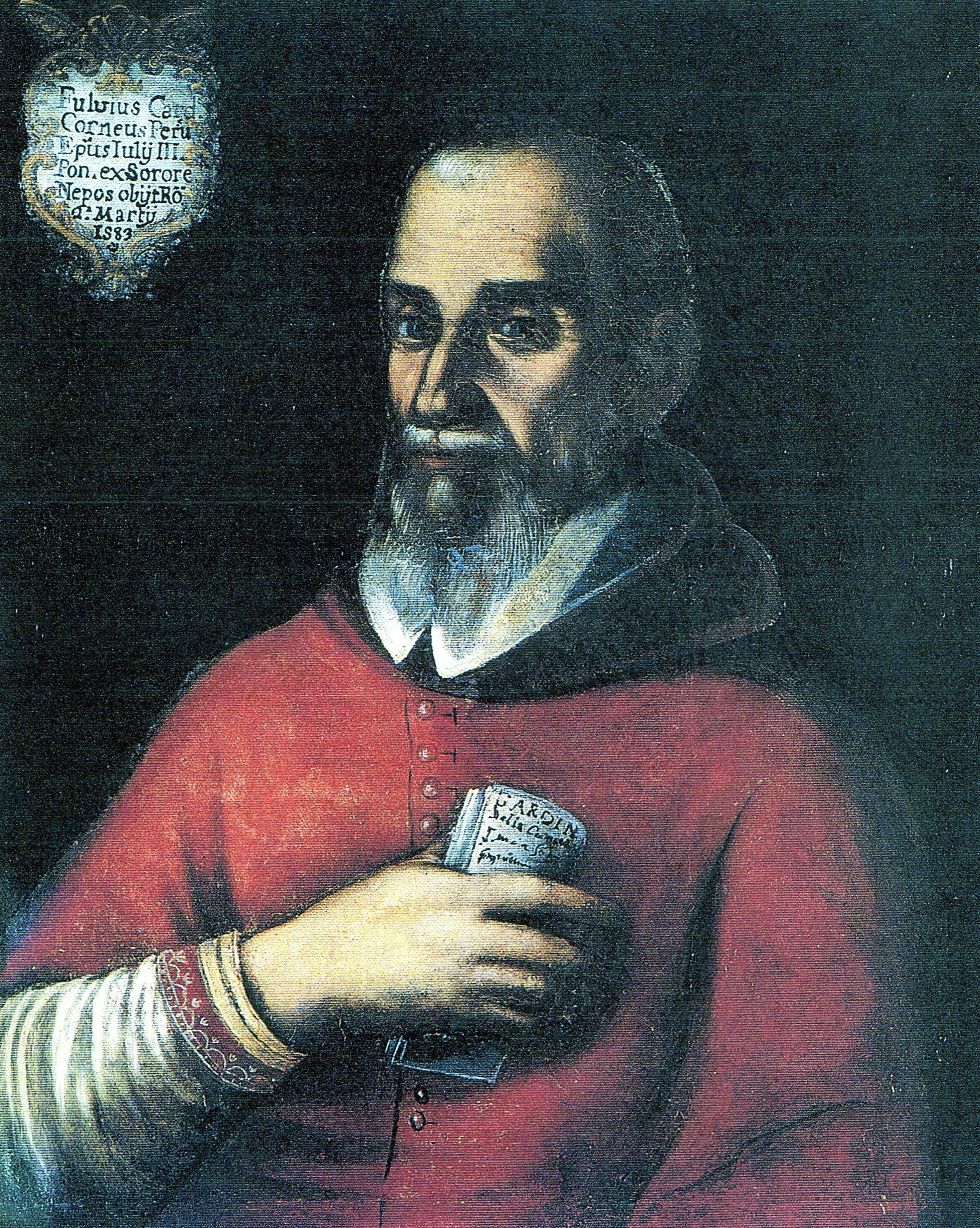
Kardinal Fulvio della Corgna (Gemälde von Giovanni Battista Discepoli, 17. Jhdt.)

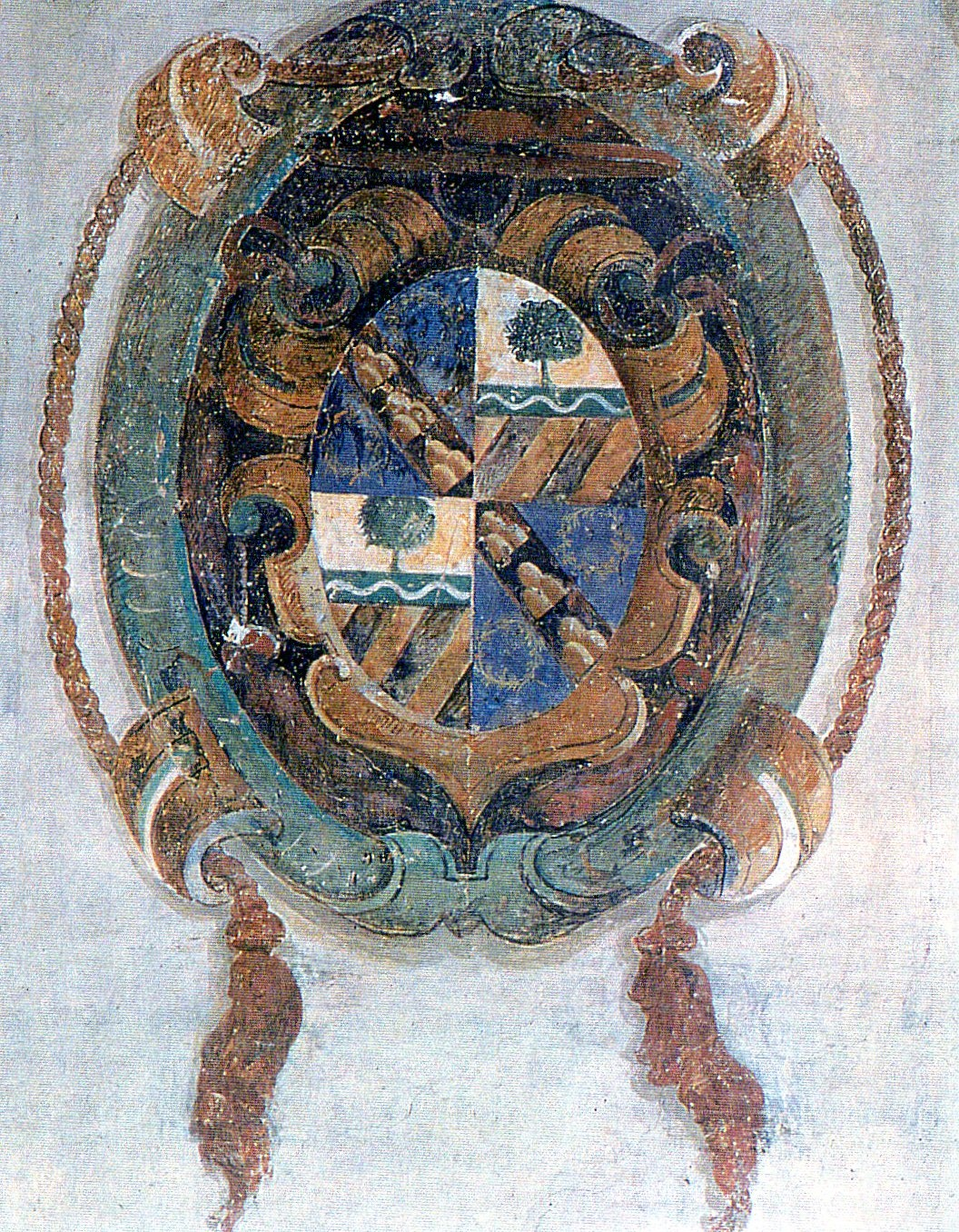
Kardinalswappen

Fulvio Giulio della Corgna O.S.Io.Hieros. (auch Fulvio della Cornea; * 19. November 1517 in Perugia; † 2. März 1583 in Rom) war ein italienischer Geistlicher, Bischof von Perugia und Kardinal.

## Herkunft
Della Corgna war der Sohn von Francia della Cornaga, eines peruginischen Adeligen mit dem Titel Duca di Corgna, und Jacopa Ciocchi del Monte, Schwester von Giovanni Maria Ciocchi Del Monte, dem späteren Papst Julius III., und Nichte von Kardinal Antonio Maria Ciocchi del Monte.

## Werdegang
Schon in jungen Jahren trat er in den Johanniterorden ein und erhielt den Ordensnamen „Giulio“ zu Ehren des Wohltäters seiner Familie, Papst Julius II. Er wurde zum Apostolischen Protonotar sowie zum Erzpriester der Kathedrale San Lorenzo von Perugia ernannt.
Papst Julius III., Bruder seiner Mutter, ernannte della Corgna am 5. März 1550 zum Bischof von Perugia. Er wurde am 15. Dezember 1550 päpstlicher Legat von Ascolo-Piceno, Reate und Monteleone di Spoleto. Am 20. November 1551 kreierte der Papst ihn zum Kardinal. Am 4. Dezember 1551 wurde ihm die Titelkirche Santa Maria in Via zugeteilt. Am 22. März 1553 trat er als Bischof von Perugia zurück und wurde zum Apostolischen Administrator von Spoleto ernannt. Sein Sitz in Perugia wurde von seinem Neffen Ippolito della Corgna eingenommen. Im Laufe de Jahres 1555 gab er das Amt wieder ab. Am 29. Mai 1555 wechselte er zur Titelkirche San Bartolomeo all’Isola, am 20. September 1557 zu Santo Stefano al Monte Celio und am 18. Mai 1562 zu Sant’Agata dei Goti, einer Titeldiakonie, die pro hac vice zur Titelkirche erhoben wurde. Als der Papst erfuhr, dass Kardinal della Corgna seinen Bruder Ascanio della Corgna vor den Befehlen des Papstes gewarnt hatte, ihn zu verhaften, weil er unerlaubt in Kommunikation mit Philipp II. von Spanien eingetreten war, ließ der Papst den Kardinal am 27. Juli 1556 auf dem Weg zum Konsistorium verhaften. Er wurde in der Engelsburg gefangen gehalten. Nach den spanischen Siegen war der Papst gezwungen, seine Position zu mäßigen und ordnete die Freilassung des Kardinals und seine Wiedereinsetzung in seine Kardinalspflichten an, obwohl der Kardinal immer noch mit einer Geldstrafe von 60.000 Scudi belegt war. Er diente vom 15. Januar 1561 bis zum 9. Januar 1562 als Kämmerer des Heiligen Kardinalskollegiums. Von 6. September 1564 bis zum 5. Mai 1574 war er wieder Bischof von Perugia. Zu dieser Zeit gründete er das Priesterseminar in Perugia. Ab dem 7. Februar 1565 war er Kardinalpriester von Sant’Angelo in Pescheria, ebenfalls normalerweise eine Titeldiakonie, ab dem 30. Januar 1566 von San Lorenzo in Lucina und ab 3. März 1567 von Sant’Adriano al Foro. Am 5. Mai 1574 wurde er zum Kardinalbischof von Albano und am 5. Dezember 1580 Kardinalbischof von Porto e Santa Rufina sowie Kardinalsubdekan.
Della Corgna nahm an den Konklaven von April 1555, Mai 1555, 1559, 1565–1566 und 1572 teil.